# Smuggler’s Run 2: Hostile Territory
Smuggler’s Run 2: Hostile Territory или просто Smuggler’s Run 2 — компьютерная игра, выпущенная для PlayStation 2 в 2001 году. Это продолжение игры 2000 года Smuggler’s Run. Как и в первой игре, игрок является контрабандистом, пытающимся доставить незаконный груз в пункты назначения на 3 больших картах в игре, используя несколько различных типов транспортных средств для доставки за заданный промежуток времени. Версия для GameCube была выпущена в 2002 году под названием Smuggler’s Run: Warzones.
Первоначально предполагалось, что действие игры будет происходить в Афганистане, но после нападений на Всемирный торговый центр и последующего вторжения в Афганистан разработчики изменили уровни Афганистана на пустыни Грузии и России.

## Игровой процесс
Как и в оригинальной игре, общая цель большинства миссий состоит в том, чтобы доставить незаконную контрабанду от места сбора до места высадки за заданное количество времени. Игроку также придется избегать местной армии и пограничного патруля во время этих миссий. Теперь игроки также должны следовать за транспортными средствами, оставаясь незамеченными, уничтожать вражеские машины и уклоняться от полиции после завершения всех других задач. Игроку предоставляется несколько транспортных средств на выбор.

## Сюжет
Действие игры разворачивается в трех локациях, где игрок работает на небольшую контрабандную компанию под названием Exotic Imports (сокращенно EI или EXO). История сосредоточена на деятельности и целях, поставленных полковником перед EI. Все начинается в России, где игрок узнает, на кого он работает, и основы игры. Затем, после того, как Шоди (главный клиент) приказал ему немедленно уехать из этого района во Вьетнам, Exotic Imports узнает о причастности ЦРУ после того, как русские отследили 2 кг оружейного плутония. Игрок возвращается в Россию, где Фрэнк (босс протагониста) спрашивает полковника, что происходит с «ядерным оружием» и участием ЦРУ. Фрэнк, заботящийся только о деньгах, соглашается продолжать контрабанду ядерных устройств. Однако остальная часть EI решает этого не делать и пытается остановить ракету, которая может вызвать мировую войну. Это раскрывает намерения полковника, и Фрэнк сбегает со всеми паролями, показывая свои планы. EI останавливает Фрэнка, а затем показывает, как игрок улетает на вертолете с чеком на 100 501 000 долларов.

## Оценки
| Сводный рейтинг    | Сводный рейтинг | Сводный рейтинг |
| Издание            | Оценка          | Оценка          |
| Издание            | GC              | PS2             |
| ------------------ | --------------- | --------------- |
| GameRankings       | 79,72 %         | 76,60 %         |
| Metacritic         | 79/100          | 77/100          |
| Иноязычные издания |                 |                 |
| Издание            | Оценка          | Оценка          |
| Издание            | GC              | PS2             |
| AllGame            | N/A             | [ 6 ]           |
| EGM                | 8,5/10          | 7,5/10          |
| Eurogamer          | N/A             | 7/10            |
| Game Informer      | 7,75/10         | 7,5/10          |
| GamePro            | [ 12 ]          | [ 13 ]          |
| GameRevolution     | N/A             | B               |
| GameSpot           | 7,8/10          | 8,3/10          |
| GameSpy            | [ 17 ]          | 93 %            |
| GameZone           | 8,8/10          | N/A             |
| IGN                | 8,4/10          | 8,7/10          |
| Next Generation    | N/A             | [ 21 ]          |
| Nintendo Power     | 3,6/5           | N/A             |
| OPM                | N/A             | [ 23 ]          |

Игра получила благоприятные отзывы.